# Red Widow
Red Widow è una serie televisiva statunitense creata da Melissa Rosenberg per la ABC, e trasmessa dal 3 marzo al 5 maggio 2013. In Italia viene trasmessa in prima visione dal canale Sky Cinema Passion a partire dal 7 luglio 2013.

## Trama
La vita di Marta Walraven sembra perfetta. Brava casalinga, madre premurosa e moglie devota. L'apparente mondo perfetto di Marta crollerà però, quando suo marito Evan, narcotrafficante di marijuana, verrà brutalmente ucciso. Proveniente da una famiglia legata alla criminalità russa, Marta inizierà la sua lotta per scoprire la verità riguardo all'omicidio di suo marito e, nel frattempo, proteggere i suoi tre figli.

## Personaggi e interpreti
- Marta Walraven, interpretata da Radha Mitchell e doppiata da Chiara Colizzi.
- Nicholae Schiller, interpretato da Goran Višnjić e doppiato da Alessio Cigliano.
- James Ramos, interpretato da Clifton Collins Jr. e doppiato da Pasquale Anselmo.
- Andrei Lazarev, interpretato da Rade Šerbedžija e doppiato da Ennio Coltorti.
- Luther, interpretato da Luke Goss e doppiato da Riccardo Scarafoni.
- Katrina "Kat" Lazarev, interpretata da Jaime Ray Newman e doppiata da Ilaria Latini.
- Irwin Lazarev, interpretato da Wil Traval e doppiato da Christian Iansante.
- Steven Tomlin, interpretata da Lee Tergesen e doppiato da Fabrizio Pucci.
- Gabriel Walraven, interpretato da Sterling Beaumon e doppiato da Manuel Meli.
- Boris Walraven, interpretato da Jakob Salvati e doppiato da Lorenzo D'Agata.
- Natalie Walraven, interpretata da Erin Moriarty e doppiata da Sara Labidi.
- Dina Tomlin, interpretata da Suleka Mathew e doppiata da Irene Di Valmo.

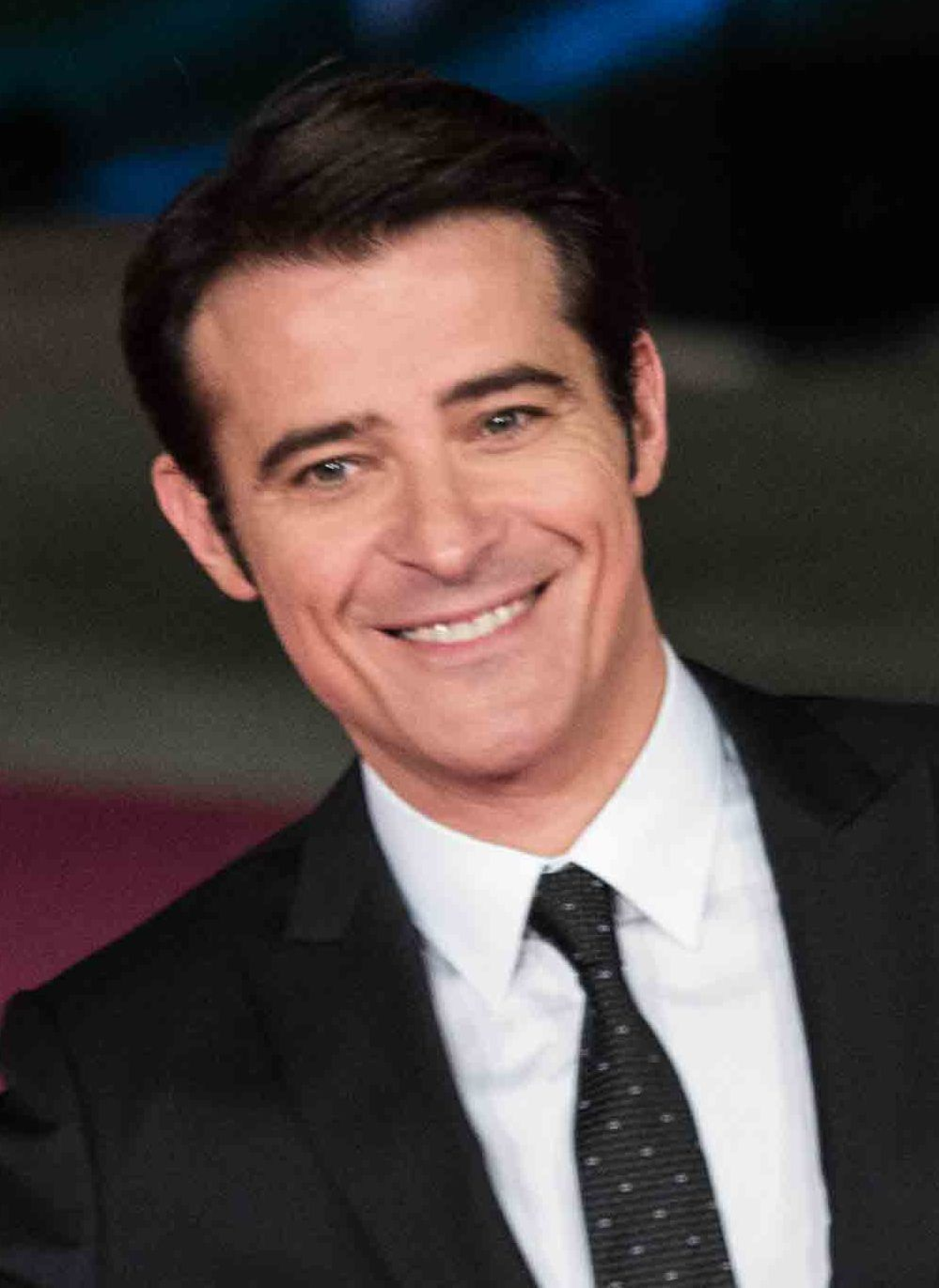
Goran Višnjić interpreta Nicholae Schiller
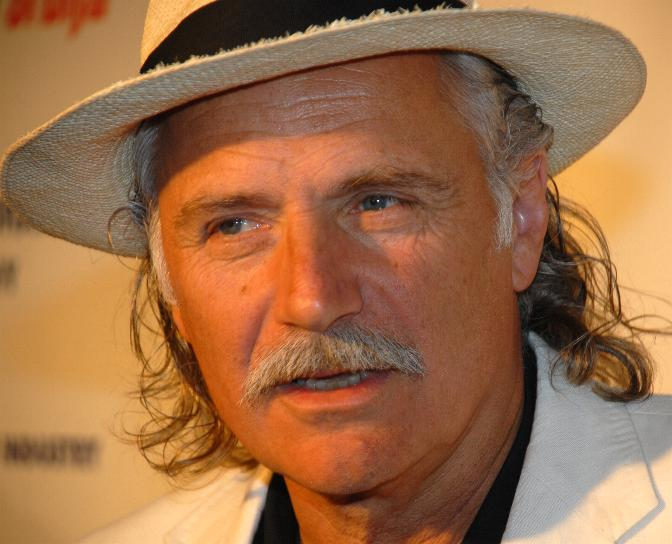
Rade Šerbedžija interpreta Andrei Lazarev
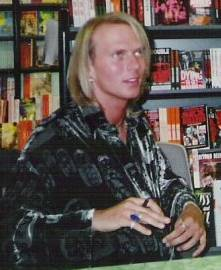
Luke Goss interpreta Luther
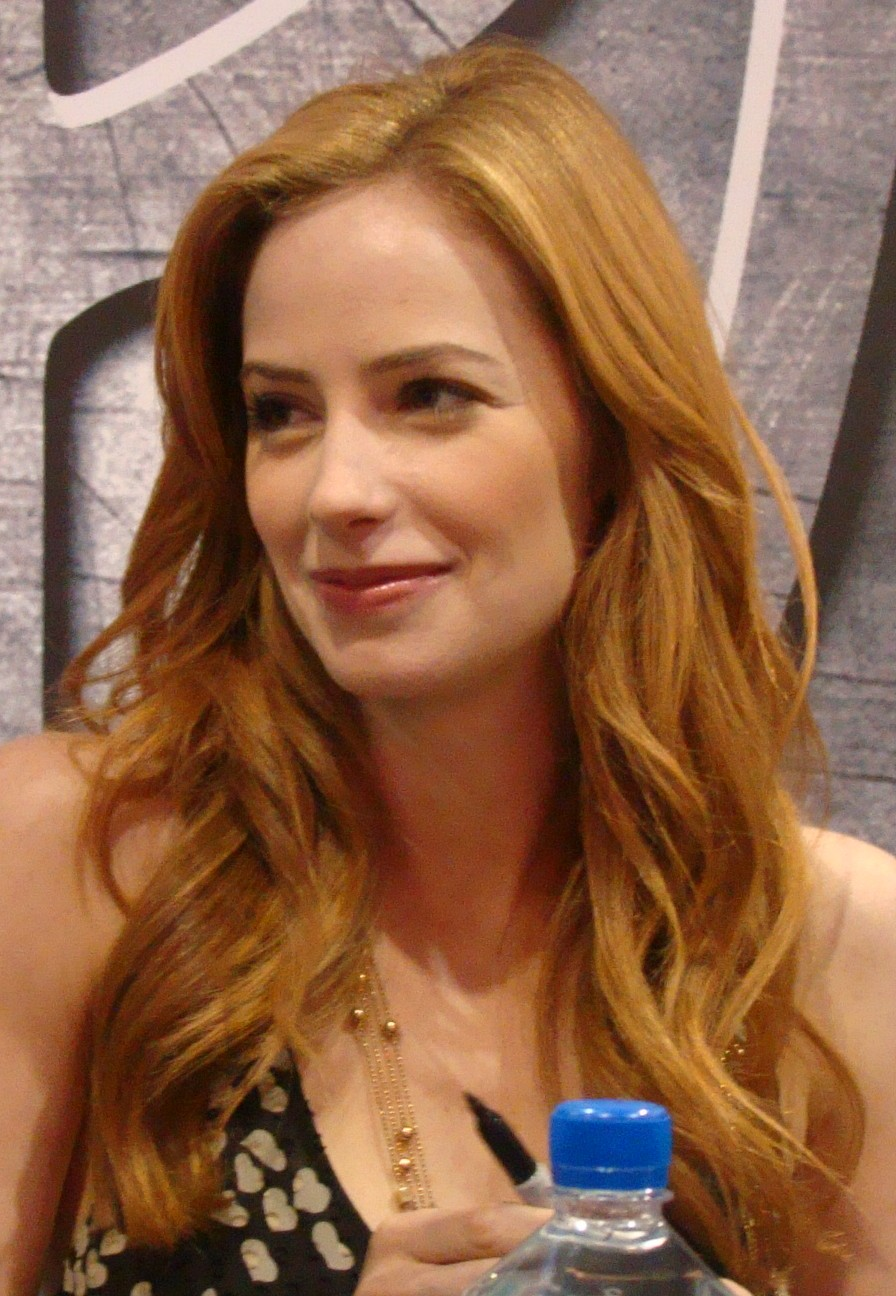
Jaime Ray Newman interpreta Katrina "Kat" Lazarev

## Episodi
| Stagione       | Episodi | Prima TV USA | Prima TV Italia |
| -------------- | ------- | ------------ | --------------- |
| Prima stagione | 8       | 2013         | 2013            |

## Produzione
Prodotta da ABC Studios e Endemol è stata ordinata da ABC durante gli upfronts di Maggio, per poi essere trasmessa in midseason. Si basa sulla serie olandese Penoza.